# PeruRail

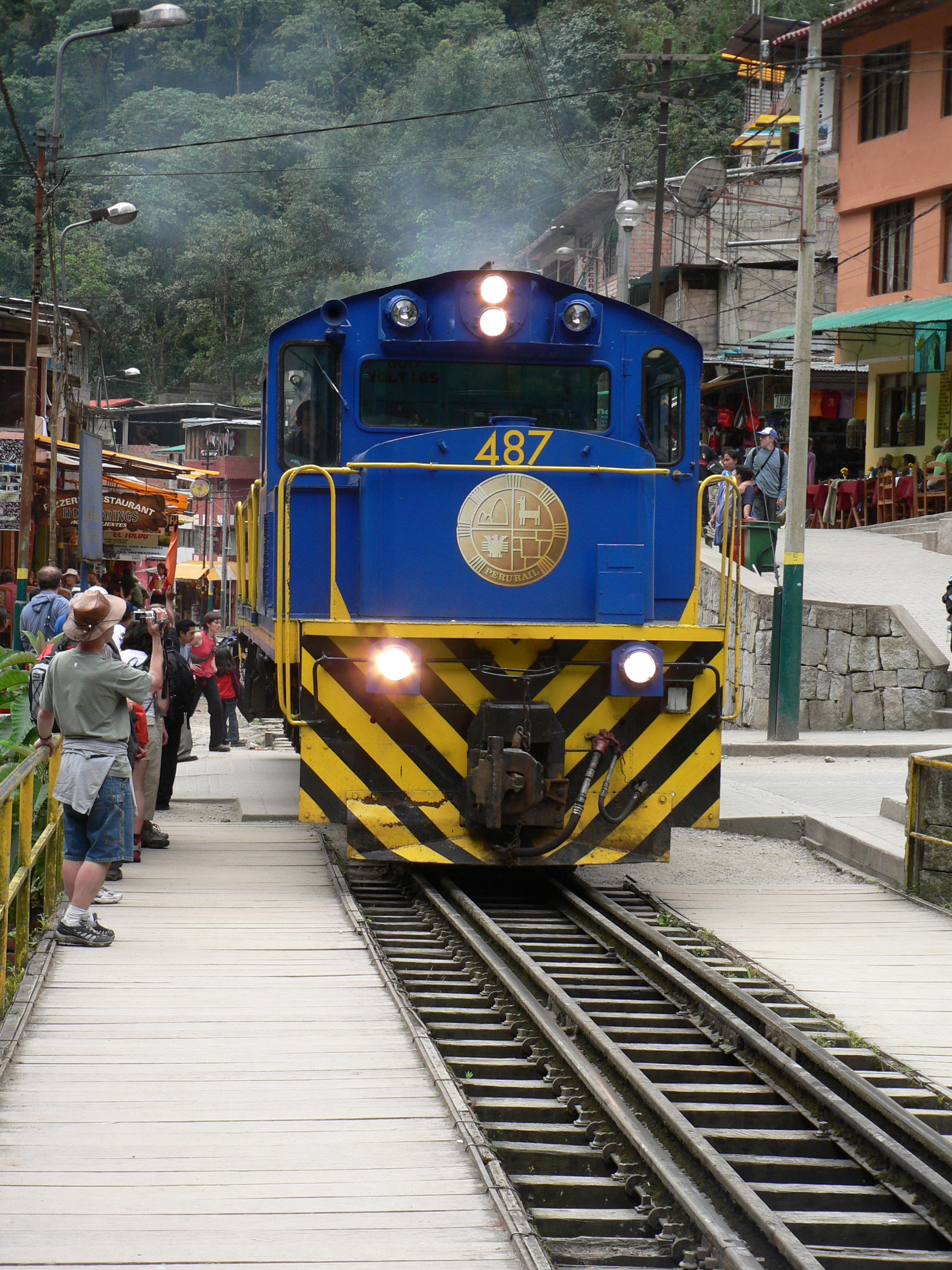
Pociąg PeruRail w Aguas Calientes, pod Machu Picchu

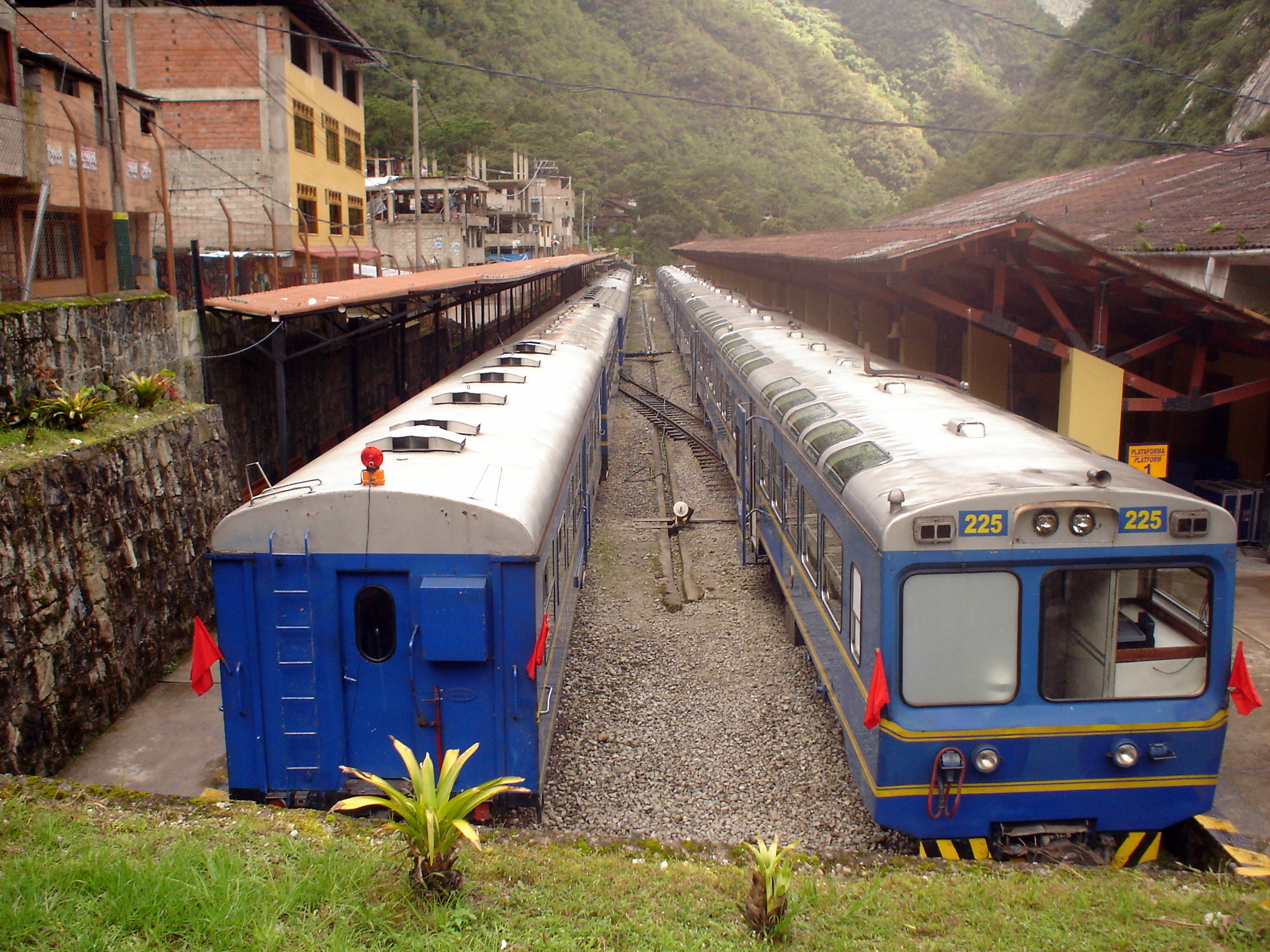
Stacja kolejowa w Aguas Calientes, pod Machu Picchu

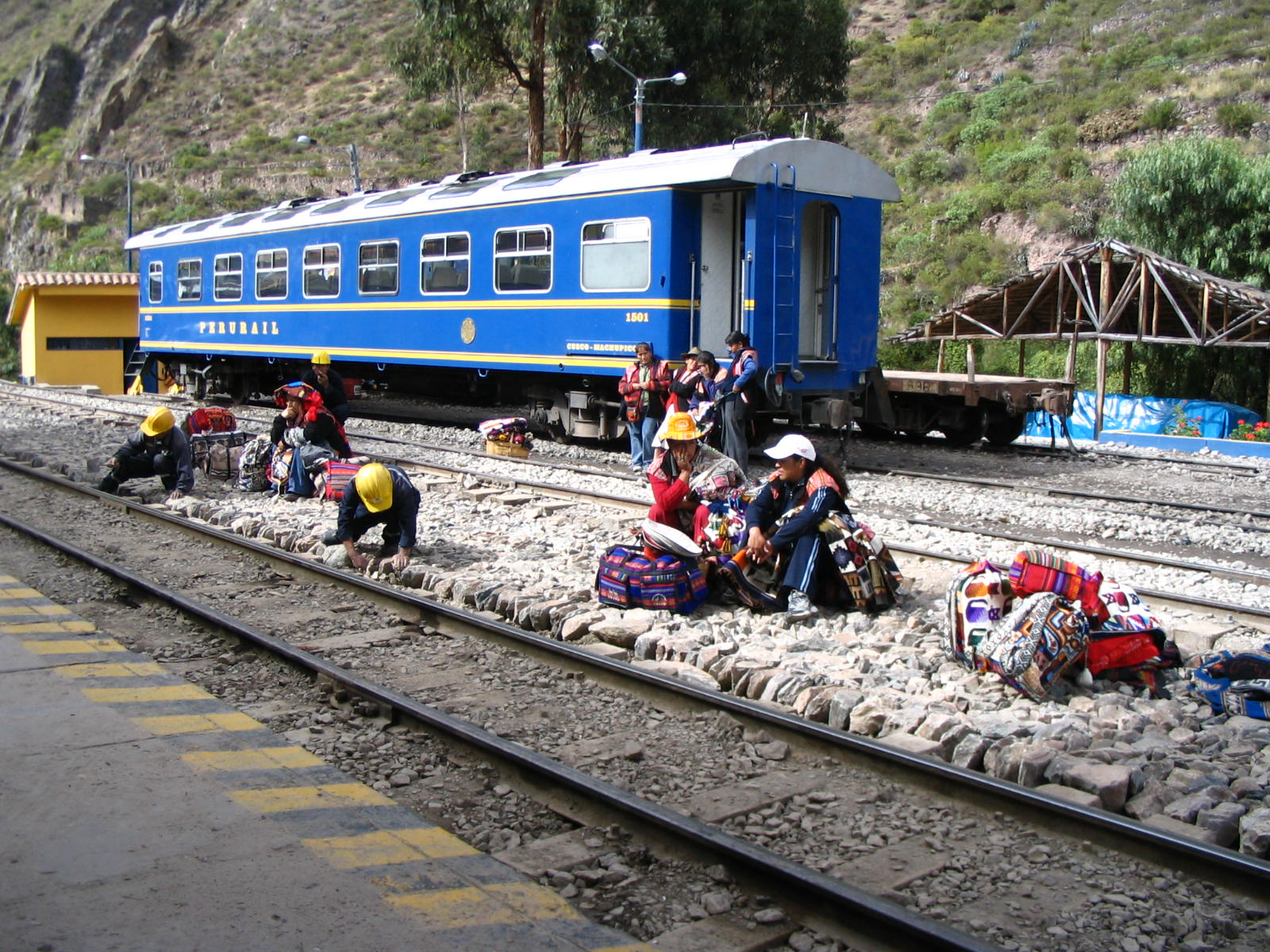
Stacja kolejowa w Ollantaytambo

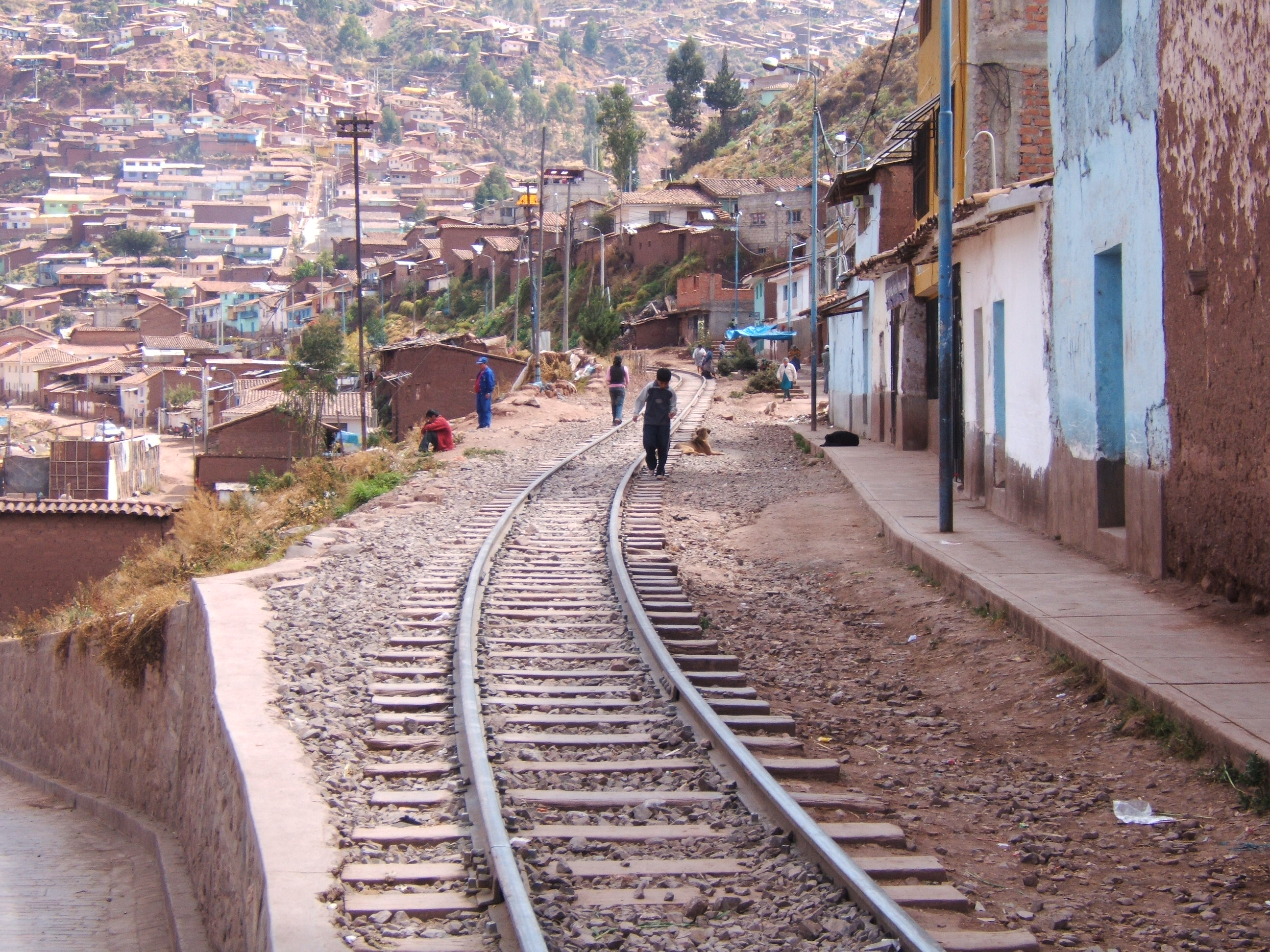
Tory PeruRail na przedmieściach Cuzco

PeruRail – przewoźnik kolejowy obsługujący połączenia na linii południowoperuwiańskiej (hiszp. Ferrocarril del Sur del Perú). Przedsiębiorstwo oferuje połączenia turystyczne, czarterowe, lokalne oraz towarowe.
Pociągi PeruRail są jedynym środkiem transportu umożliwiającym dojazd do Machu Picchu. Jedynym innym sposobem dotarcia do inkaskiego miasta jest przejście Szlaku Inków.
Połowę udziałów w przedsiębiorstwie posiada Orient-Express Hotels.

## Trasa
Linia kolejowa o normalnym rozstawie toru (1435 mm) obsługiwana przez PeruRail zaczyna się w porcie Mollendo. Dalszy jej odcinek przebiega przez Matarani i Arequipę do miasta Juliaca. Odcinek odchodzący na południe umożliwia dojazd do miasta Puno oraz transport pociągów promem przez jezioro Titicaca do Boliwii z tamtejszego portu. Odcinek na północ od miasta Juliaca prowadzi do Cuzco przez przełęcz La Raya (4319 m n.p.m.).
W Cuzco linia łączy się z linią wąskotorową o rozstawie toru 914 mm, która przebiega z dawnej stolicy Imperium Inków do Ollantaytambo, Aguas Calientes i miasta Quillabamba. Odcinek pomiędzy Aguas Calientes i Quillabamba nie jest obecnie użytkowany ze względu na zniszczenia, jakich doznał w czasie El Niño w 1997 roku.
Odcinek Mollendo – Arequipa został otwarty w 1871 roku, zaś odcinek Arequipa-Puno w 1874. Budowę linii kolejowej podjęto w celu ułatwienia przewozu produktów rolniczych z Altiplano na wybrzeże. W 1872 rozpoczęła się budowa odcinka Juliaca-Cuzco, ale z powodu problemów finansowych została przerwana po trzech latach. W 1892 roku ukończono budowę toru do Maranganí, a dwa lata później do Sicuani. Tor dotarł ostatecznie do Cuzco w 1908 roku.

## Połączenia
PeruRail obsługuje obecnie (maj 2011) pięć połączeń pasażerskich:
- Poroy – Machu Picchu
- Poroy – Machu Picchu (Hiram Bingham)
- Ollantaytambo – Machu Picchu
- Urubamba – Machu Picchu
- Cuzco – Puno

Następujące połączenia zostały zlikwidowane:
- Arequipa – Juliaca
- Cuzco – Arequipa (przez Juliaca)
- Cuzco – Machu Picchu

Na trasach Cuzco – Machu Picchu oraz Ollantaytambo-Machu Picchu oferowane są przejazdy pociągami czterech klas:
- Hiram Bingham – luksusowy pociąg nazwany na cześć amerykańskiego odkrywcy – Hiram Bingham. Odjeżdża ze stacji Poroy. W cenę wliczony jest posiłek, przejazd autobusem do Machu Picchu i zwiedzanie ruin z przewodnikiem.

- Vistadome – pociąg z dużymi oknami umożliwiającymi podziwianie widoków w czasie przejazdu doliną Urubamby. W cenę biletu wliczony jest poczęstunek.

- Expedition – pociąg umożliwiający tani przejazd do Machu Picchu.

- Pociągi lokalne – pociągi przeznaczone dla Peruwiańczyków. Godziny ich kursowania nie są zapisane w oficjalnym rozkładzie jazdy. Cena jest wielokrotnie niższa niż w pociągach turystycznych, ale nie są dostępne dla turystów.

Na trasie Cuzco – Puno przejazdy realizowane są w pociągu Andean Explorer. W cenę biletu wliczony jest posiłek. Pociąg zatrzymuje się na przełęczy La Raya, na wysokości 4313 m n.p.m., gdzie turyści mogą podziwiać górskie krajobrazy.

## Przewóz towarów
PeruRail obsługuje codziennie połączenia towarowe pomiędzy portem Matarani oraz andyjskimi miastami – Arequipą, Juliaca, Puno i Cuzco. Ilość przewożonych towarów wzrosła z 460 000 ton w 1999 do 639 000 ton w 2001 roku. Głównymi towarami są paliwa, pszenica, węgiel, cement oraz produkty spożywcze.